# FVM Ö1 Tummelisa
Le CFM Ö1 Tummelisa était un avion militaire de l'entre-deux-guerres, construit en Suède.

## Conception
Le Ö1 (pour övningsflygplan, avion d'entraînement) fut construit en Suède pour l'entraînement des pilotes de chasse. Il fut commandé à 28 exemplaires, utilisés de 1919 à 1935. De conception classique pour son époque, c'est un biplan monoplace, construit en bois et toile, propulsé par un moteur rotatif Le Rhône de 90 ch. Il a reçu le surnom de « Tummelisa », une jeune fille dans un conte de Hans Christian Andersen.

## Survivants

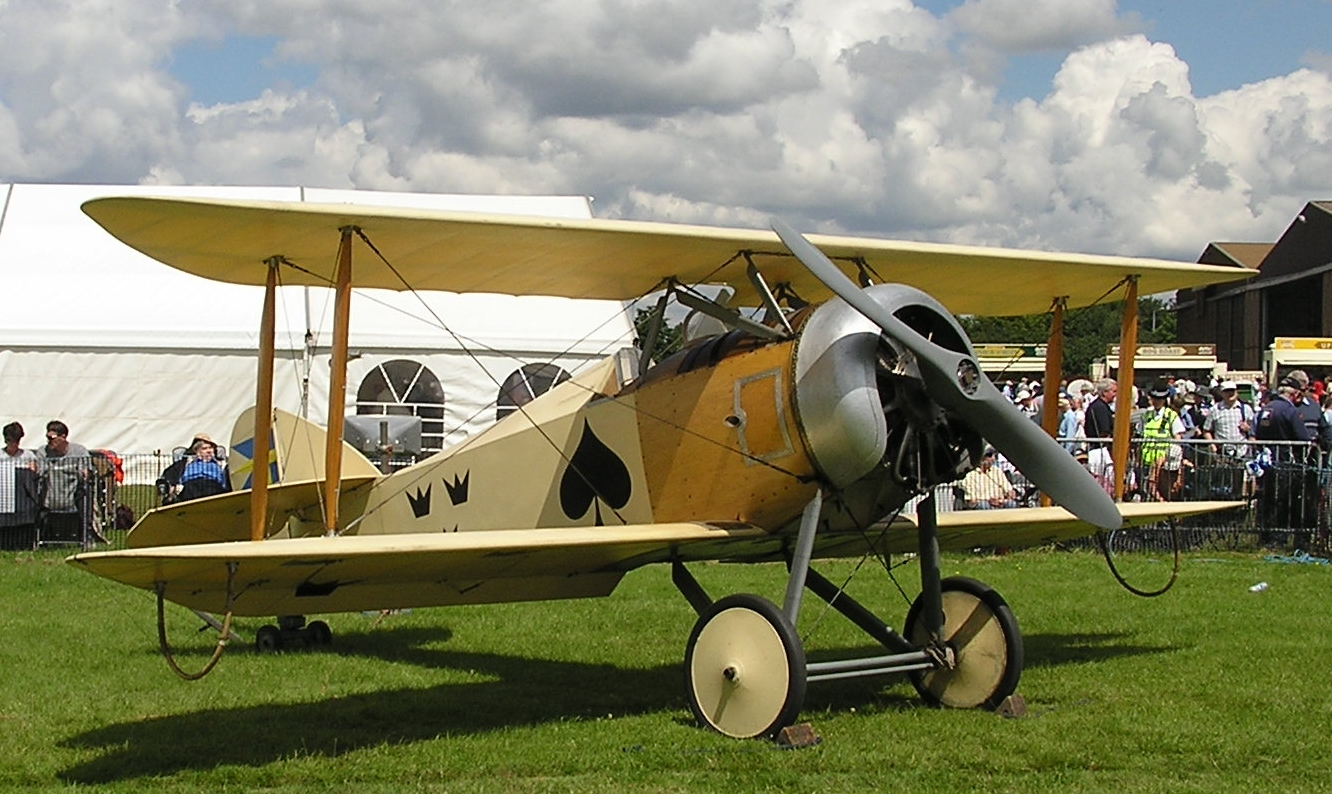
Le Tummelisa reconstruit par Mikael Carlson

- Un exemplaire est exposé au Flygvapenmuseum de Linköping.
- Mikael Carlson, un pilote de ligne, a construit une réplique qu'il présente dans les meetings aériens en Europe.